# گرگ غارزی
گرگ غارزی (نام علمی: Canis lupus spelaeus) یک زیرگونه منقرض‌شده از گرگ است که در عصر یخبندان در پلیستوسن پسین می‌زیسته‌است. این زیرگونه در اروپای غربی امروزی ساکن بوده‌است. گرگ دون (C. l. brevis) از اروپای شرقی به عنوان مترادف طبقه‌بندی در نظر گرفته می‌شود، که نشان می‌دهد زمانی این زیرگونه در سراسر اروپا زندگی می‌کرده‌است.
بوم‌شناسی گرگ‌های اوایل تا اواسط پلیستوسن پسین در استپ ماموت و جنگل‌های شمالی مشخص نیست و همچنین مشخص نیست که آیا آنها از غارها به عنوان لانه استفاده می‌کردند یا خیر.

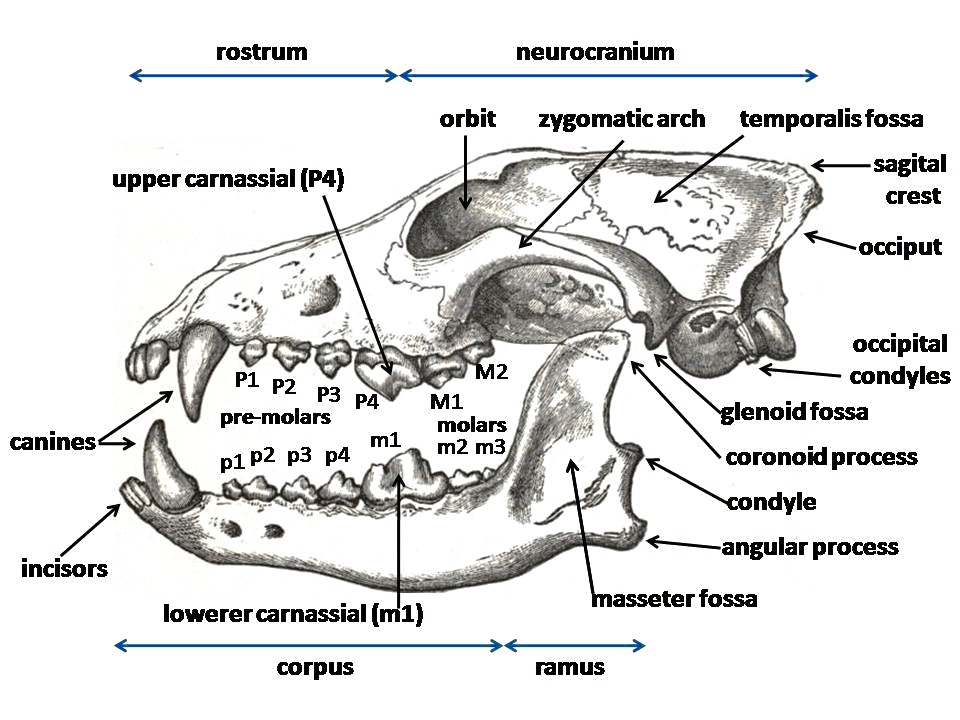
نمودار جمجمه گرگ با ویژگی‌های کلیدی برچسب‌دار شده‌است

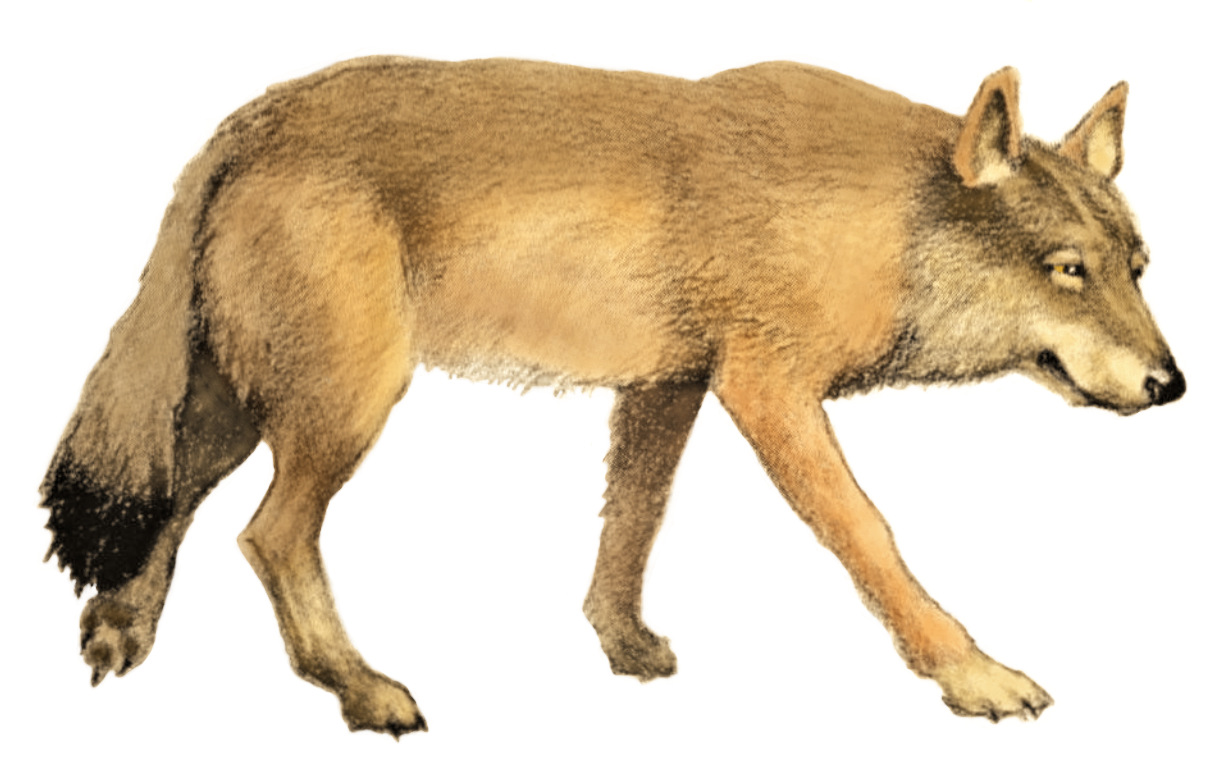
تصویر گرگ غارزی